# Zubsuche (gromada)
Zubsuche (od 30 marca 1966 do 31 grudnia 1972 Ząb) – dawna gromada, czyli najmniejsza jednostka podziału terytorialnego Polskiej Rzeczypospolitej Ludowej w latach 1954–1972.
Gromady, z gromadzkimi radami narodowymi (GRN) jako organami władzy najniższego stopnia na wsi, funkcjonowały od reformy reorganizującej administrację wiejską przeprowadzonej jesienią 1954 do momentu ich zniesienia z dniem 1 stycznia 1973, tym samym wypierając organizację gminną w latach 1954–1972.
Gromadę Zubsuche z siedzibą GRN w Zubsuchem utworzono – jako jedną z 8759 gromad na obszarze Polski – w powiecie nowotarskim w woj. krakowskim, na mocy uchwały nr 27/IV/54 WRN w Krakowie z dnia 6 października 1954. W skład jednostki wszedł obszar dotychczasowej gromady Zubsuche ze zniesionej gminy Poronin w tymże powiecie. Dla gromady ustalono 27 członków gromadzkiej rady narodowej.
11 grudnia 1965 nazwę Zubsuchego zmieniono na Ząb, natomiast nazwę gromady na gromada Ząb dopiero 30 marca 1966.
Gromada przetrwała do końca 1972 roku, czyli do kolejnej reformy gminnej.